# 陳季同
陳季同（1851年—1907年）， 字敬如，號三乘槎客，清代福建侯官（今福州）人。晚清時期政治人物、外交家、作家，新政的參與者。1895年台灣民主國成立後，曾出任外務大臣，不久即逃離臺灣。

## 生平
1867年考入求是堂藝局（後來的船政學堂）法國學堂。
1875年，日意格回法採購艦船，船政大臣沈葆楨挑選船政學堂的優秀學生陳季同等人隨日意格遊歷歐洲。

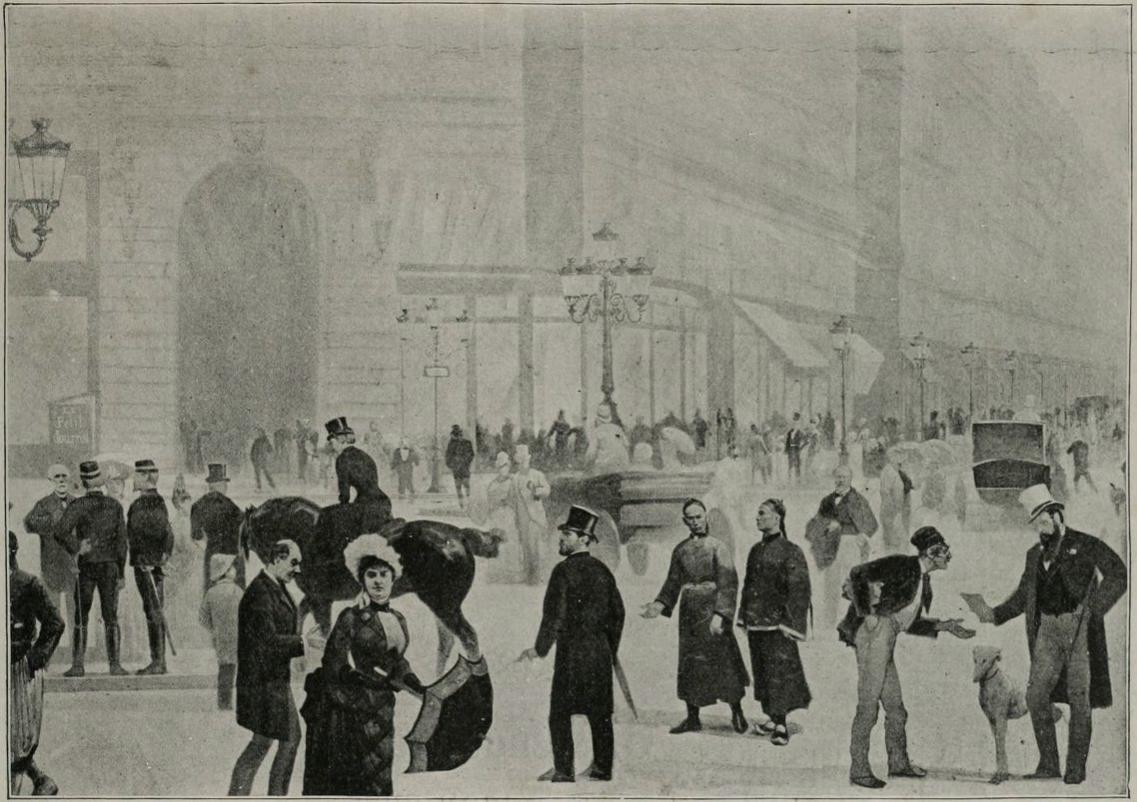
1889年在巴黎（前排中央兩個中國人的右者）

1878年至1880年留學于法國巴黎政治大學，時謂“巴黎政治學堂”，修習公法專業。

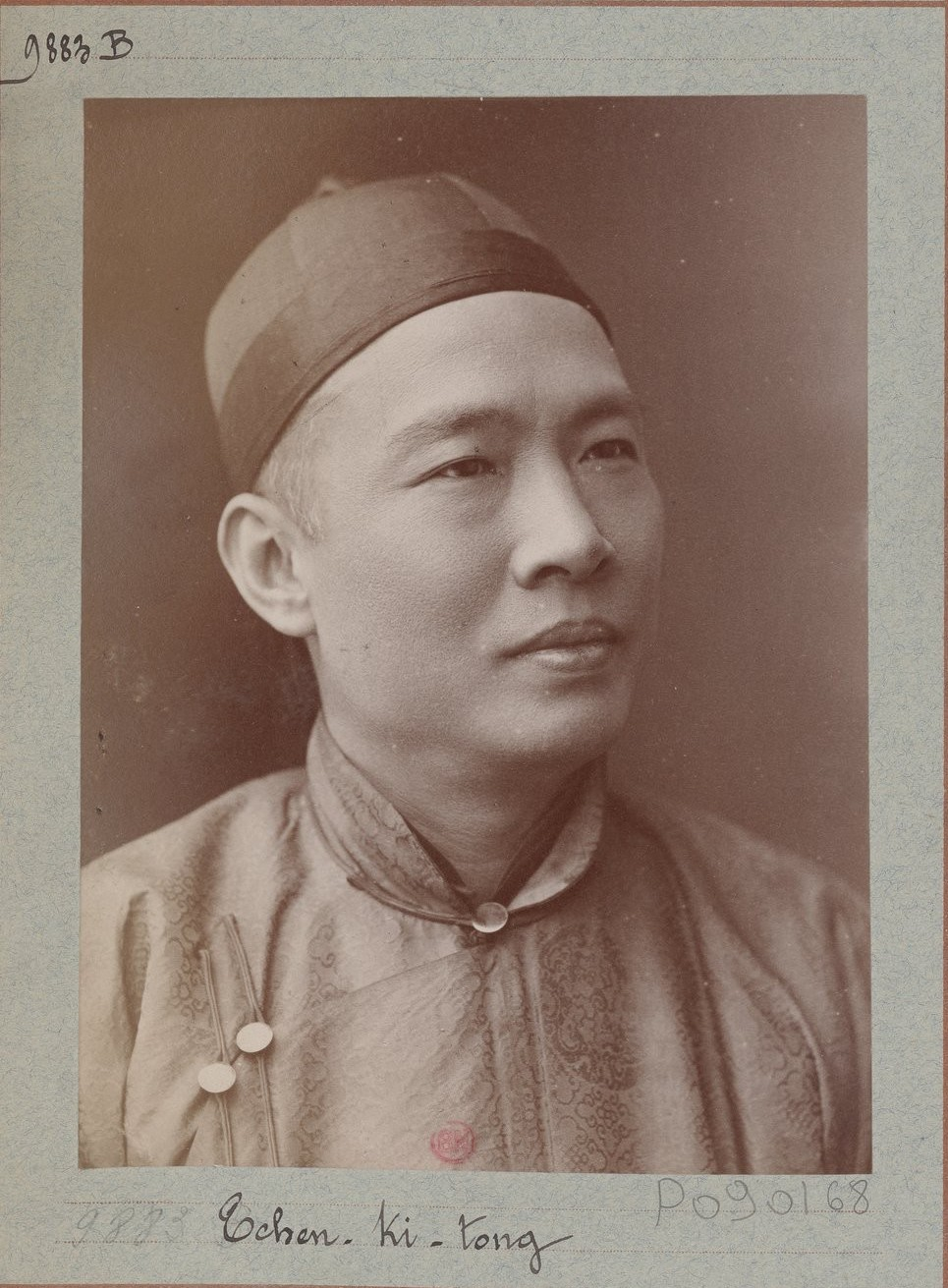
陳季同。納達爾攝。

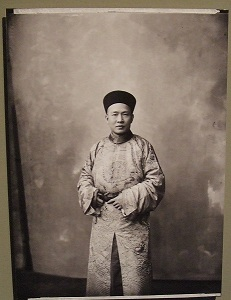
1891年的陳季同。納達爾攝。

1895年，福建台灣省因馬關條約遭清廷割讓與日本，他引用亞爾薩斯-洛林案例，主張成立國家以求外援。之後參與策劃台灣民主國并起草民主国宣言，后被台灣民主國總統唐景崧任命為外務大臣，負責該國外交事務。日軍登陸後，陳季同亦隨唐景崧離臺，僑局上海以文酒自娛。
庚子拳亂後，陳季同促成東南互保之約。參與陸樹藩的救濟善會。
陳季同著有〈弔臺灣〉四首。

## 著作
- 《巴黎印象记》，以法文写成，在当时法国社会有一定影响。
- 《中國人自畫像》，1884年（法文）。黃興濤譯，貴陽市貴州人民出版社，1998年。
- 《中國和中國人》，1884年（法文）。《China und die Chinesen》，莱比锡Carl Reissner出版社，1885年（德文）
- 《中國人的戲劇》，1886年（法文）
- 《中國故事集》（Contes chinois），1889年（法文）。選譯《聊齋》26篇。
- 《黃衫客傳奇》（Le Roman de l'Homme Jaune （页面存档备份，存于）），1890年（法文）。演繹《霍小玉傳》中的黃衫客
- 《巴黎人》，（Les Parisiens peints par un Chinois （页面存档备份，存于） ），1891年（法文）
- 《英勇的愛》，（L'Amour héroïque），1891年（法文）。創作劇本。
- 《吾國》，（Mon pays, la Chine d'aujourd'hui （页面存档备份，存于）），1892年（法文）
- The Chinese Empire, Past and Present，1900年（英文）

## 評價
- 伊能嘉矩：「（民主國宣言）蓋係曾任職於駐法國巴黎清國公使館，自任熟悉外交事宜之唐巡撫幕僚陳季同，主要傲法蘭西共和國之建設所規劃者，同時依慣例通告歐美文明各國。惟各國對之殆持風馬牛之姿態...」[3]
- 楊雲萍：「「臺灣民主國」之建立，實際上的領導者，不是唐景崧，也不是劉永福和丘逢甲，雖然唐等，尤其是劉氏，曾做過一番可歌可泣的奮鬥；「民主國」建立的實際上的劃策者、推動者，是陳季同先生其人。」[4]